# João Ferreira (político)
João Manuel Peixoto Ferreira (São Domingos de Benfica, Lisboa, 20 de novembro de 1978) é um biólogo e político português, que foi deputado no Parlamento Europeu pelo Partido Comunista Português (PCP); parte do Grupo Confederal da Esquerda Unitária Europeia/Esquerda Nórdica Verde de 2009 a 2021, do qual foi vice-presidente. Desde outubro de 2013, é Vereador do PCP na Câmara Municipal de Lisboa.
Foi candidato, apoiado pelo PCP e PEV, às eleições presidenciais portuguesas de 2021, onde alcançou o quarto lugar com 4.32% dos votos, ou 180.473 votos.
Vencedor do prémio de “Embaixador do Desenvolvimento” em 2013, pelo Instituto Marquês de Valle Flôr, pelo seu papel na “promoção de políticas europeias mais justas e coerentes”.

## Biografia
Licenciado em Biologia pela Faculdade de Ciências da Universidade de Lisboa, entre 1996 e 2000 foi membro da Direção da Associação dos Estudantes da Faculdade de Ciências de Lisboa (AEFCL), do seu Conselho Diretivo (entre 1999 e 2000), da sua Assembleia de Representantes e do seu Conselho Pedagógico (entre 1997 e 2001). Entre 1997 e 2001 foi ainda membro do Senado e da Assembleia da Universidade de Lisboa.
É membro do Comité Central do PCP, da Direção da Organização Regional de Lisboa do PCP e da Direção do Sector Intelectual de Lisboa do PCP.
Bolseiro de investigação científica no Instituto de Higiene e Medicina Tropical da Universidade Nova de Lisboa, entre 2000 e 2001. Bolseiro do Museu, Laboratório e Jardim Botânico da Universidade de Lisboa entre 2002 e 2003. Entre 2003 e 2007, foi membro associado do Centro de Ecologia e Biologia Vegetal da Faculdade de Ciências da Universidade de Lisboa e bolseiro de Doutoramento. Foi fundador e primeiro presidente da Associação de Bolseiros de Investigação Científica (ABIC). Entre 2004 e 2005 foi delegado de Portugal na EURODOC – Federação Europeia de Associações de Investigadores e Estudantes de Pós-Graduação.
Em 2007 começa a trabalhar como consultor na área dos estudos e projetos em ambiente, ordenamento e gestão do território. Em 2009 trabalha como Técnico Superior da Associação Intermunicipal de Água da Região de Setúbal (AIA).

## Atividade política

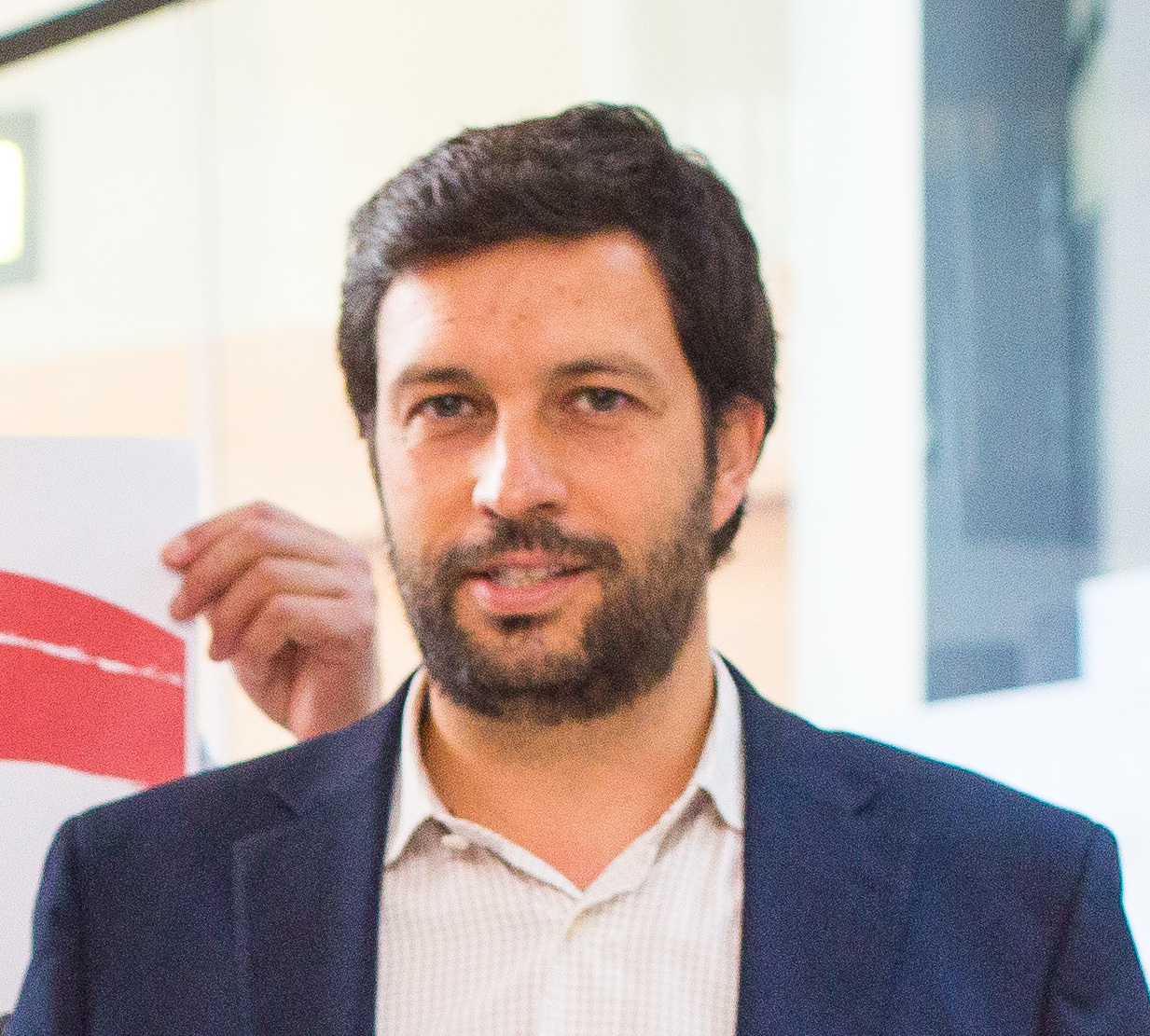
João Ferreira no Parlamento Europeu

Foi Membro da Assembleia de Freguesia da Ameixoeira entre 1997 e 2005.

### Deputado Europeu
Eleito no Parlamento Europeu desde 2009, com apenas 30 anos, João Ferreira integra a Comissão de Pescas, a Comissão dos Orçamentos e a Comissão de Ambiente, Saúde Pública e Segurança Alimentar. É igualmente membro da Assembleia Parlamentar Paritária África, Caraíbas e Pacífico-UE e da Delegação para as Relações com os Países da Comunidade Andina.
Foi ainda Vice-Presidente do Grupo Confederal da Esquerda Unitária Europeia/Esquerda Verde Nórdica (GUE/NGL) do Parlamento Europeu entre 7 de fevereiro de 2012 e 30 de junho de 2014.
Ao fim de 12 anos como Deputado Europeu, a 29 de março de 2021 foi anunciada pelo PCP a sua substituição em julho de 2021 no cargo de Deputado Europeu por João Pimenta Lopes.

### Vereador em Lisboa
Candidato como cabeça de lista da Coligação Democrática Unitária, João Ferreira foi eleito vereador sem pelouro do executivo da Câmara Municipal de Lisboa pela primeira vez nas Eleições Autárquicas de 2013, com 22.519 votos, equivalente a 9,58% do total.
É reeleito com 24.110 votos nas Eleições Autárquicas de 2017, em que a lista da CDU volta a eleger dois mandatos.
Desde então na sua intervenção destacam-se os temas da especulação imobiliária, do urbanismo, da habitação, do transporte público, o ambiente, o saneamento e a privatização de espaços públicos como o cineteatro Capitólio, o Pavilhão Carlos Lopes, edifícios do Terreiro do Paço, áreas do Parque Florestal de Monsanto e terrenos do aeroporto e na Colina de Santana. Nas eleições autárquicas de 2021, foi novamente eleito vereador da Câmara Municipal de Lisboa, pela CDU (PCP-PEV), tendo obtido 10,5% dos votos e, novamente, dois mandatos, mantendo-se como vereador sem pelouros.

### Atividade partidária
É membro do Comité Central do Partido Comunista Português. Tendo sido membro da Direção da Organização Regional de Lisboa e do seu Sector Intelectual. Foi membro da Juventude Comunista Portuguesa, na qual se filiou com 16 anos, tendo feito parte da sua Direção Regional de Lisboa e da sua Direção Central do Ensino Superior. Em 2020 foi escolhido como Candidato apoiado pelo PCP às Eleições Presidenciais de 2021. Em novembro desse ano, no XXI Congresso deste partido, foi escolhido para integrar a sua Comissão Política.

### Eleições Presidenciais de 2021
Apresentou a sua candidatura como um «espaço de luta comum – da juventude, dos trabalhadores, do povo», apelando à força dos que vivem do seu trabalho, que «poderiam viver melhor, se fosse outra, mais justa, repartição da riqueza que criam», às mulheres, «penalizadas por múltiplas desigualdades, discriminações e violências, no trabalho, na família e na sociedade», aos jovens, «que não abdicam do direito a serem felizes», aos reformados e aos idosos, «que aspiram a uma vivência gratificante [...] depois de uma vida de trabalho». Aponta como inspiração «os que lutam, até às últimas consequências, pela liberdade e pela democracia», e os que «acreditam e afirmam que a atual geração não tem de se habituar a viver pior do que a geração que a antecedeu».
A mandatária nacional da candidatura de João Ferreira à presidência da república é Heloísa Apolónia, dirigente do Partido Ecologista Os Verdes.
Foi o primeiro candidato a formalizar a sua candidatura, no dia 10 de dezembro de 2020, com a entrega no Tribunal Constitucional do número máximo permitido por lei de assinaturas de cidadãos proponentes: 15 000 Assinaturas. Destacou o apoio que recebeu de mais de 170 ex-presos políticos antifascistas, mais de 250 enfermeiros, mais de 1600 membros de organizações representativas dos trabalhadores, mais de 100 trabalhadores das grandes superfícies, mais de 1200 mulheres, mais de 350 professores e educadores, mais de 200 professores do ensino superior e investigadores, mais de 280 ecologistas, mais de 160 advogados, e mais de 500 jovens.

#### Apoios nas presidenciais
Algumas figuras públicas e personalidades destacadas que apoiam a candidatura de João Ferreira à Presidência da República são:
| Acácio Carvalho (artista plástico)                                            | Álvaro Siza Vieira (arquiteto)                                                  | Ana Maria Lucas (atriz)                                                         | António Fernando (pintor)                                                  |
| Aldina Duarte (fadista)                                                       | Ana Biscaia (ilustradora)                                                       | António Borges Coelho (historiador)                                             | António Galopim de Carvalho (professor universitário)                      |
| Alfredo Barroso (jornalista)                                                  | Ana Margarida de Carvalho (escritora)                                           | António Durães (Ator e encenador)                                               | António José Correia (ex-Presidente da Câmara Municipal de Peniche)        |
| António Marques Revez (Ator)                                                  | António Pascoal (subchefe de 1.ª no Regimento de Sapadores Bombeiros de Lisboa) | Armando Aldegalega (atleta)                                                     | Ascenso Simões (deputado do Partido Socialista)                            |
| Baptista Alves (coronel)                                                      | Bernardo Colaço (juiz conselheiro jubilado)                                     | Clara Abrantes (enfermeira e dirigente sindical do SEP)                         | Carla Sacramento (atleta)                                                  |
| Carlos Feio (Ator)                                                            | Carlos Salomé (Músico)                                                          | Catarina Beato (jornalista)                                                     | Celina da Piedade (música e investigadora)                                 |
| Cíntia Gil (programadora de cinema e ex-diretora do Doclisboa)                | Conceição Lopes (investigadora e professora universitária)                      | Doroteia Peixoto (atleta olímpica)                                              | Elisabete Figueiredo (investigadora, socióloga e professora universitária) |
| Emerenciano Rodrigues (artista plástico)                                      | Fátima Rolo Duarte (designer)                                                   | Fernando Campos (Artista plástico)                                              | Fernando Ribeiro (Vocalista dos Moonspell)                                 |
| Fernando Ruas (Presidente do Agrupamento de Escolas de Aljustrel)             | Francisco Allen Gomes (sexólogo)                                                | Filipa Malva (Cenógrafa)                                                        | Francisco Duarte Mangas (jornalista e escritor)                            |
| Gabriel Gomes (Músico)                                                        | Gonçalo Waddington (Ator e realizador)                                          | Guilhermino Monteiro (maestro)                                                  | Helena Coelho (modelo)                                                     |
| Henrique Fialho (escritor)                                                    | Isabel Moreira (deputada do Partido Socialista)                                 | Igor Gandra (diretor do Festival Internacional de Marionetes do Porto - FIMP)   | Janita Salomé (músico)                                                     |
| João Bilstein Sequeira (coronel de cavalaria, reformado)                      | João Castel-Branco Goulão (Coordenador Nacional para os Problemas da Droga)     | João Malheiro (Jornalista)                                                      | João Monge (autor)                                                         |
| João San Payo (Músico dos Peste & Sida)                                       | Joana Villaverde (artista Plástica)                                             | Joaquim Pessoa (poeta)                                                          | Jorge Aires (major general)                                                |
| Jorge Bateira (Economista)                                                    | Jorge Benvinda (músico dos Virgem Suta)                                         | Jorge Rivotti (Músico)                                                          | Jorge Serafim (contador de estórias)                                       |
| José António Gomes (escritor)                                                 | José Fanha (poeta)                                                              | José Luís Borges Coelho (maestro)                                               | José Pedro Soares (Ex-preso político e dirigente da URAP)                  |
| José Barata Moura (professor universitário jubilado)                          | José Manuel Jara (médico)                                                       | José Manuel Mendes (escritor)                                                   | José Viale Moutinho (escritor)                                             |
| Luísa Amaro (música)                                                          | Luís Osório (escritor e jornalista)                                             | Luíz Nazaré Gomes (Editor)                                                      | Luís Varatojo (músico dos Peste & Sida)                                    |
| Manuel Carvalho (comandante reformado e militar de Abril)                     | Maria do Céu Guerra (atriz)                                                     | Maria João Luís (atriz)                                                         | Manuel Loff (professor universitário)                                      |
| Mário de Carvalho (escritor)                                                  | Marta Mateus (realizadora de cinema)                                            | Miguel Valverde (Programador de cinema e diretor do IndieLisboa)                | Patrícia Guimarães (Animadora de 2D e autora de banda desenhada)           |
| Paula Cristina Marques (vereadora da Câmara Municipal de Lisboa)              | Pedro Fernandes Duarte (Produtor de cinema)                                     | Pedro Vieira (escritor)                                                         | Raquel Bulha (locutora de rádio)                                           |
| Raquel Schefer (investigadora)                                                | Régis Barbosa (Arqueólogo e dirigente do STARQ)                                 | Ricardo Paes Mamede (economista)                                                | Rita Lello (atriz)                                                         |
| Ruben Luz Lameira (Músico)                                                    | Rui Zink (escritor e performer)                                                 | Salomé Lopes (Designer de mobiliário)                                           | Santiago Macias (arqueólogo)                                               |
| Sebastião Antunes (músico da banda Quadrilha)                                 | Soares Novais (Jornalista e escritor)                                           | Thierry Aubry (coordenador científico do Museu e do Parque Arqueológico do Côa) | Tiago Batista (Diretor do ANIM da Cinemateca Portuguesa)                   |
| Virgílio Anágua (Presidente Bombeiros Voluntários da Castanheira do Ribatejo) | Toy (cantor)                                                                    | Valter Hugo Mãe (escritor)                                                      | Vitor Pinto Basto (jornalista e escritor)                                  |

## Resultados Eleitorais

### Eleições Presidenciais
| Data | Partidos apoiantes | 1ª Volta | 1ª Volta | 1ª Volta      | 1ª Volta | 2ª Volta | 2ª Volta | 2ª Volta | 2ª Volta | Status     | Ref    |
| Data | Partidos apoiantes | Cl.      | Votos    | %             | +/-      | Cl.      | Votos    | %        | +/-      | Status     | Ref    |
| ---- | ------------------ | -------- | -------- | ------------- | -------- | -------- | -------- | -------- | -------- | ---------- | ------ |
| 2021 | PCP-PEV            | 4.º      | 180 518  | 4,32 / 100,00 |          |          |          |          |          | Não eleito | [ 47 ] |

### Eleições Autárquicas

#### Câmara Municipal
| Data | Partido     | Partido       | Concelho | Posição     | Cl.    | Votos          | %             | +/-    | Status | Notas  | Ref    |
| ---- | ----------- | ------------- | -------- | ----------- | ------ | -------------- | ------------- | ------ | ------ | ------ | ------ |
| 2013 |             | CDU (PCP-PEV) | Lisboa   | 1.º (em 17) | 3.º    | 22 519         | 9,85 / 100,00 |        | Eleito |        | [ 48 ] |
| 2017 | 1.º (em 17) | CDU (PCP-PEV) | Lisboa   | 4.º         | 24 110 | 9,55 / 100,00  | 0,30          | Eleito |        | [ 49 ] |        |
| 2021 | 1.º (em 17) | CDU (PCP-PEV) | Lisboa   | 3.º         | 25 520 | 10,51 / 100,00 | 0,96          | Eleito |        | [ 50 ] |        |

#### Assembleia de Freguesia
| Data | Partido    | Partido        | Concelho | Freguesia  | Posição   | Cl.   | Votos          | %              | +/-    | Status | Notas  | Ref    |
| ---- | ---------- | -------------- | -------- | ---------- | --------- | ----- | -------------- | -------------- | ------ | ------ | ------ | ------ |
| 1997 |            | PS-PCP-PEV-UDP | Lisboa   | Ameixoeira | ? (em 13) | 1.º   | 2 829          | 52,88 / 100,00 |        | Eleito |        | [ 51 ] |
| 2001 | PS-PCP-PEV | ? (em 13)      | Lisboa   | Ameixoeira | 1.º       | 2 294 | 46,33 / 100,00 | 6,55           | Eleito |        | [ 51 ] |        |

### Eleições Legislativas
| Data | Partido      | Partido       | Circulo eleitoral | Posição      | Cl.    | Votos         | %             | +/-        | Status     | Notas  | Ref    |
| ---- | ------------ | ------------- | ----------------- | ------------ | ------ | ------------- | ------------- | ---------- | ---------- | ------ | ------ |
| 2022 |              | CDU (PCP-PEV) | Lisboa            | 10.º (em 48) | 5.º    | 59 995        | 5,08 / 100,00 |            | Não eleito |        | [ 52 ] |
| 2024 | 10.º (em 48) | CDU (PCP-PEV) | Lisboa            | 7.º          | 49 341 | 3,74 / 100,00 |               | Não eleito |            | [ 53 ] |        |

### Eleições Europeias
| Data | Partido     | Partido       | Posição     | Cl.     | Votos          | %              | +/-    | Status                       | Notas  | Ref    |
| ---- | ----------- | ------------- | ----------- | ------- | -------------- | -------------- | ------ | ---------------------------- | ------ | ------ |
| 2009 |             | CDU (PCP-PEV) | 2.º (em 21) | 4.º     | 379 707        | 10,64 / 100,00 |        | Eleito                       |        | [ 54 ] |
| 2014 | 1.º (em 21) | CDU (PCP-PEV) | 3.º         | 416 446 | 12,68 / 100,00 | 2,02           | Eleito |                              | [ 55 ] |        |
| 2019 | 1.º (em 21) | CDU (PCP-PEV) | 4.º         | 228 157 | 6,88 / 100,00  | 5,80           | Eleito | Renunciou ao mandato em 2021 | [ 56 ] |        |

## Publicações
Autor do livro "A União Europeia não é a Europa".
Diretor da Revista "Portugal e a UE" entre 2009 e 2012.